# Siniša Skelin
Siniša Skelin (født 14. juli 1974 i Split) er en kroatisk tidligere roer og dobbelt olympisk medaljevinder.

## Rokarriere
Skelin roede i flere forskellige bådtyper og var med i de kroatiske firer uden styrmand ved OL 1996 i Atlanta, hvor han var med til at blive nummer syv. Han hentede sin første store succes, da han var med i den kroatiske firer med styrmand, der i 1998 vandt VM-sølv. Ved OL 2000 i Sydney var han med i den kroatiske otter, der ud over ham også talte hans lillebror Nikša Skelin samt Igor Francetić, Tihomir Franković, Tomislav Smoljanović, Krešimir Čuljak, Igor Boraska, Branimir Vujević og styrmand Silvijo Petriško. Kroaterne vandt deres indledende heat og var dermed klar til finalen. Her var det de britiske verdensmestre fra 1999, der vandt guld foran Australien, mens kroaterne blev nummer tre og fik bronze. Størstedelen af de kroatiske bronzevindere var også med i båden til VM året efter, hvor det blev til en sølvmedalje.
I 2002 skiftede brødrene Skelin til toer uden styrmand, og de vandt VM-bronze dette år, mens de i 2003 vandt VM-sølv. Ved OL 2004 i Athen stillede de op i toer uden styrmand, og her blev de nummer to i indledende heat og i semifinalen. I finalen var det de regerende verdensmestre fra Australien, Drew Ginn og James Tomkins, der var stærkest og vandt guld, mens Skelin-brødrene igen fik sølv og sydafrikanerne Donovan Cech og Ramon di Clemente, der også havde vundet VM-bronze året før, også denne gang fik bronze. Ved afslutningsceremonien på disse lege var det Siniša Skelin, der var kroatisk fanebærer. Nikša og Siniša Skelin deltog også OL 2008 i Beijing i toeren uden styrmand, hvor de blev nummer 12.

## OL-medaljer
- 2004:  Sølv i toer uden styrmand
- 2000:  Bronze i otter